# Andrena wilhelmi
Andrena wilhelmi là một loài Hymenoptera trong họ Andrenidae. Loài này được Schuberth mô tả khoa học năm 1995.